# 親系親等
親系與親等，是衡量測定當事人間親屬關係親疏遠近的指標，意義不同。親系指親屬關係依不同觀點所建立的系統之別。親等是指依法定的標準，計算親屬間關係遠近的一套規則。

## 親系

### 親系的不同分類方式
依各法制及歷史，大約依性別或血源發生情況等標準加以分類而建立。

### 依性別
依性別所建立的連繫，可分為男系與女系。依男性而連繫的是男系親，而依女性而連繫的為女系親。另尚有父系及母系為基準之區分。但男系親與父系親並非完全相同，例如姑姑屬於父系但為女系，而舅舅為男系卻為母系親。依照過去傳統的中國法制，重男系而輕女系，而以父系男系為宗親，而母系女系親則概為外親。

### 依血源發生
依血源具有相同來源，但以與自己出生及所生直接相關與否，分為直系血親及旁系血親。也有人將直系稱為本系，旁系稱為旁支。
直系血親是指，由自己所生出的（從已身所出、卑親屬）例如兒子、女兒、孫輩、曾孫輩等親屬，或是自己出身來源的（已身所從出、尊親屬）例如父母、祖父母、曾祖父母等親屬，凡是這二類與自己具有直接血緣關係的親人，概屬於直系血親。
旁系血親，指雖不是直系血親，但與自己有相同來源的血親。例如兄弟姊妹、舅舅、伯父、姑姑、外甥、姪女等都屬於旁系血親。

## 親等
親等是以法定標準而計算親屬間關係遠近的規則，以測定二人間的世數關係。計算方式有「羅馬法主義」及「寺院法主義」二種。

### 羅馬法主義
直系血親間，以一世為一親等，例如母子即是一親等，祖父與孫女為二親等。旁系血親的計算方式，則為從自己數到與有相同來源之血親，再由該來源數到與要計算的人，二個數字相加之總數，即為二人間之親等。例如同父同母之兄弟間之親等，即是兄與父（或母）為一親等，而父（或母）與弟為一親等，二人間即為旁系血親二親等 。甥舅間，依此算法，二人共同來源為外祖父時，外祖父與舅為一親等，外祖父與該甥為二親等，二數相加，二人關係為三親等旁系血親，依此類推。

### 寺院法主義
計算方法大致與羅馬法相同，直系血親也是以一世為一親等。但在旁系血親，則不採合併計算，而是以要計算的二人，與其共同來源的世數先算出，若是相同，則以一方與共同來源之世數，為二人間之親等，若數目不同，則以世數較多的數目作為二人間的親等。例如兄弟，因為與母親都是一親等，故二人是一親等旁系血親。甥舅二人間，一人與外祖父為一親等，另一人為二親等，故以較多之二親等，為甥舅間之親等。這個制度是源於日爾曼古法「從兄弟制」(
Vetterschaftssystem)，類似還有中國喪服制。

## 各國法制

### 羅馬法主義
多數國家採取羅馬法主義。
- 中華民國民法

民法第967條：稱直系血親者，謂己身所從出或從己身所出之血親。
稱旁系血親者，謂非直系血親，而與己身出於同源之血親。
民法第967條：
血親親等之計算，直系血親，從己身上下數，以一世為一親等；旁系血親，從己身數至同源之直系血親，再由同源之直系血親，數至與之計算親等之血親，以其總世數為親等之數。
- 德國民法

第1589條：從已身所出與已身所從出者，互為直系血親。非直系血親，但出於同源者，為旁系血親。親等按連繫親屬出生之世數定之。

### 寺院法主義
1928年制定公布，原文沒有標點的《中華民國刑法》第十三條曾採取寺院法主義，早已停用：
親等之計算，直系親從己身上下數，以一世爲一親等。旁系親從己身或妻，數至同源之祖若父，並從所指之親屬，數至同源之祖若父。其世數相同者，以一方之世數，定之世數；不相同者，從其多者定之。

## 作用
親系及親等在法律制度上的作用，是用以劃定範圍，以適用相關對當事人設定要件、資格、義務或責任等法律規定，例如禁止一定範圍內的親屬結婚之禁婚親、扶養義務、繼承權等。
由於親屬的分類，不只血親，還有姻親，關於姻親之親系親等計算方式，即是依照姻親關係所由而生的血親親系親等來決定。
例如中華民國民法第970條規定：姻親之親系及親等之計算方式：
一、血親之配偶，從其配偶之親系及親等。
二、配偶之血親，從其與配偶之親系及親等。
三、配偶之血親之配偶，從其與配偶之親系及親等。